# ジャン・ブワン
ジャン・ブワン（Jean Bouin、1888年12月20日 - 1914年9月29日）は、フランス・マルセイユ出身の陸上競技選手。1912年ストックホルムオリンピックの銀メダリストである。

## 経歴
ブワンは1908年ロンドンオリンピックの代表であったが、5000mのレースの前日、バーで喧嘩に巻き込まれ、警察で一夜を明かす羽目になってしまったため、フランス選手団は彼の出場を認めなかった。
その後、ブワンは、1911年に10000mで30分58秒8の世界新記録を樹立。1912年にはフランス選手権の5000mを14分36秒8のタイムで制覇。そしてストックホルムオリンピック直前には3マイル（4837m）でも世界新記録を樹立した。 
ブワンはストックホルムオリンピックの5000mに出場することとなったが、このレースは大会を代表する名勝負となった。レースはフィンランドのハンネス・コーレマイネンとブワンが終始先頭をリードする形で進み、ラスト1週、ブワンがペースを上げコーレマイネンを突き放そうとしたが、最後のフィニッシュでコーレマイネンが差し切った。ブワンは10分の1秒及ばず銀メダルに終わった。
翌年、ブワンは7月6日にストックホルムで行われた1時間走に出場。このレースには前年のオリンピックチャンピオンのハンネス・コーレマイネンを含め30人の選手が出場する中、19,219mの世界新記録をマーク。ブワンには次のオリンピックでコーレマイネンに雪辱を果たす上で大変な自信となったレースであった。彼はタバコをやめ、よりいっそう厳しいトレーニングに打ち込むこととなった。しかし、彼の努力も第一次世界大戦が勃発し、1916年のオリンピックが中止となったことで夢は潰えてしまった。
その後、ブワンは、第一次世界大戦に従軍。歩兵連隊に所属していたが、1914年9月29日、ロレーヌ地方において25歳で戦死した。
彼の生前の功績をたたえ、パリにはスタッド・ジャン・ブワンと名づけられたラグビー場が存在する。また、同名のサッカー場がロワール地方のアンジェにも存在する。